# Борго Коцо Финокио (Палермо)
Борго Коцо Финокио је насеље у Италији у округу Палермо, региону Сицилија.
Према процени из 2011. у насељу је живело 20 становника. Насеље се налази на надморској висини од 581 м.